# Antonio Carlos Rosset Filho
Antonio Carlos Rosset Filho (São Paulo, 31 de dezembro de 1967), fundador da "Câmara Oficial de Comércio e Indústria Brasil-Rússia".
Em 2002, organizou evento no Jockey Club de São Paulo para o amigo Embaixador Marcelo Jardim, Diretor do Departamento da Europa no Ministério das Relações Exteriores. Compareceram mais de duzentos convidados ao evento do Embaixador Marcelo Jardim. Estiveram presentes exportadores e importadores de açúcar, café, carnes, além de representantes da industria. Pelé não pode estar ao evento, mas felicitou a inciativa da CCIBR.
No final de 2003, Antonio Carlos Rosset Filho articulou um convênio entre a Associação Brasileira de Carne Industrializada - ABIEC, Associação Brasileira dos Importadores de Trigo - ABITRIGO e a Prefeitura de Moscou.
Nesse convénio, a ABIEC coordenou a exportação de 60 mil toneladas de carne bovina para Prefeitura de Moscou e a Abitrigo coordenou a importação de 1 milhão de toneladas de trigo russo. A Prefeitura de Moscou atuou como coordenadora da importação da carne bovina brasileira e a exportação do trigo russo.
Rosset Filho foi o responsável pela organização da visita da delegação empresarial do Presidente Vladimir Putin ao Brasil em novembro de 2004, e pela visita de doze deputados do Estado de São Paulo entre eles o deputado Romeu Tuma Filho, a Duma de Moscou.
Em 2005, Antonio Carlos Rosset Filho coordenou a assinatura de um Memorandum de Entendimento com o Governo do Estado de Pernambuco e a siderúrgica TMK. O acordo foi assinado pelo Governador Jarbas Vasconcelos e pelo diretor da TMK. O total de investimento seria de USD 1,8 bilhão.
Na mesma época o Sr. Rosset coordenou acordo também com o Governo do Estado de Pernambuco, Governador Jarbas Vasconcelos  e a empresa de fertilizantes ACRON.
A Câmara Oficial de Comércio e Indústria Brasil Rússia, entidade criada pelo Dr. Rosset e pelo Chefe do Escritorio Comercial da Russia em Sao Paulo, Dr. Alexandre Generalov faz parte da Associacao das Camaras de Comércio Internacional da  Associação Comercial de São Paulo através do website.
O embaixador da Rússia no Brasil, Vladimir Tyurdenev em respeito ao trabalho desenvolvido por Rosset fez questão de alocar o website da Câmara Oficial de Comércio e Indústria Brasil Rússia no site da Embaixada Russa, parte econômica como segue.
A atuação de Rosset como Presidente da Câmara Oficial de Comércio e Indústria Brasil Rússia foi importante na solução do problema das exportações de carne para Rússia.
Havia uma empresa no Estado de Santa Catarina que chancelava o Certificado Fitossanitário do Ministério da Agricultura do Brasil. Sem essa chancela, as exportações de carne brasileira seriam impedidas de entrar na Rússia.
Rosset várias vezes informou o Kremlin desse problema, uma vez que era cobrado dos exportadores brasileiros um valor em dólar por tonelada exportada de carne para Rússia. Esse valor encarecia a carne e os exportadores sustentavam uma estrutura que prejudicava o relacionamento comercial entre Brasil e Rússia porque o próprio governo russo não reconhecia essa empresa em Santa Catarina.
Rosset recentemente proferiu palestras para mais de 400 alunos do curso de Relações Internacionais no CELEX e no Instituto de Relações Internacionais da Universidade de São Paulo - USP e proferiu palestra na Faculdade de Administração e Economia da Universidade Metodista. 
Em 2019, o professor e escritor de comércio exterior Nicola Minervini convidou Antonio Carlos Rosset a comentar sobre a 7a Edição do best seller O Exportador. Livro considerado a biblia do exportador.
Em sua trajetória profissional esteve com os maiores empresários brasileiros tais quais o Dr. Ozires Silva, fundador da Embraer,  Sr. Eike Batista do Grupo EBX, Dr. João Conrado do Amaral Gurgel, fundador da primeira fábrica de veículos brasileira a Gurgel, Dr. Antonio Ermirio de Moraes, presidente do Grupo Votorantim, Sr. Olacyr de Moraes considerado o Rei da Soja nas décadas de 80 e 90, Sr. Marcelo Odebrecht da Odebrecht, Henry Maksoud, Hotel Maksoud Plaza, Mario Garnero, Grupo Brasilinvest, Sr. Angelo Salton Neto da Vinicola Salton, Ex Cônsul Geral da India em São Paulo, Brasil - Embaixador Rengaraj Viswanathan, Emilio Garofalo Filho, Ex Diretor do Banco Central e Dr. Luiz Fernando Furlan principal acionista da Sadia e ex Ministro da Indústria, Comércio e Turismo.
Participou de reuniões e audiências com o Dr. Yevgeny Primakov, Sr. Luiz Fernando Furlan, Vice Presidente  Sr. Marco Maciel, Presidente Vladimir Putin, Presidente Lula, Ministro da Agricultura Roberto Rodrigues  entre outras autoridades nacionais e internacionais.
A familia Rosset - Ananiades são tradicionas em São Paulo e parentes há muitos anos. Os Ananiades ajudaram muitos gregos a migrarem para o Brasil.  A casa do famoso escritor Monteiro Lobato em Campos do Jordão pertenceu a familia Ananiades.  A familia do grande sertanista, engenheiro militar e expedicionario Marechal Cândido Rondon tem parentesco com a familia Rosset - Ananiades.
Patentes registradas: Rosset registrou vários inventos nos últimos 20 anos. Destaque para o Mostrador Multiformas Giratório. Trata-se de um display para ser carregado com produtos de consumo. Por exemplo, cigarros, sucos etc. Ver registro de invencao.